# Dejan Musli
Dejan Musli (cyr. Дејан Мусли; ur. 3 stycznia 1991 w Prizrenie) – serbski koszykarz, występujący na pozycji środkowego, obecnie zawodnik Brose Bamberg.

## Osiągnięcia
Stan na 11 kwietnia 2018, na podstawie, o ile nie zaznaczono inaczej.

### Drużynowe
- Mistrz:
  - Eurocup (2017)
  - Ligi Adriatyckiej (2013)
  - Serbii:
    - 2013, 2014
    - U–18 (2008, 2009)

  - turnieju:
    - Euroleague Basketball Adidas Next Generation Tournament (2008, 2009)
    - Nike International Junior Tournament (2008, 2009)
- Wicemistrz turnieju Nike International Junior Tournament (2007)
- Finalista:
  - pucharu Serbii (2010, 2013, 2015)
  - superpucharu Hiszpanii (2011)

### Indywidualne
- MVP turnieju:
  - Nike International Junior Tournament (2008, 2009)
  - młodych talentów Euroligi - Euroleague Basketball Next Generation Tournament (2008, 2009)
  - miesiąca Ligi Endesa (październik 2015)
  - kolejki:
    - Ligi Endesa (27 – 2015/2016)
    - Ligi Adriatyckiej (23 – 2014/2015)
- Zaliczony do:
  - I składu Eurocup (2017)
  - II składu ligi hiszpańskiej (2016)
- Lider w:
  - zbiórkach ligi hiszpańskiej (2016)
  - blokach ligi serbskiej (2015)
- Uczestnik meczu gwiazd:
  - Europy U–18 (2009 - Katowice)
  - Nike Hoop Summit (2010)
  - Basketball Without Borders (2008)
  - Adidas Eurocamp (2010, 2011)

### Reprezentacja
Seniorów
- Uczestnik kwalifikacji do mistrzostw Europy (2013 – 7. miejsce)

Młodzieżowe
- Mistrz Europy:
  - U–18 (2009)
  - U–16 (2007)
- Brązowy medalista mistrzostw Europy U–16 (2006)
- Uczestnik mistrzostw Europy:
  - U–20 (2010 – 7. miejsce)
  - U–18 (2008 – 6. miejsce, 2009)
- MVP mistrzostw Europy U–16 (2007)
- Zaliczony do I składu mistrzostw Europy:
  - U–18 (2009)
  - U–16 (2006, 2007)
- Lider Eurobasketu U–16 w blokach (2007)